# Helmut R. Külz
Helmut Robert Külz (* 27. Juli 1903 in Meerane; † 24. September 1985 in Berlin) war ein deutscher Jurist. Von 1953 an war er Senatspräsident sowie von 1970 bis 1971 Vizepräsident des Bundesverwaltungsgerichts.

## Leben

### Ausbildung und Leben bis 1946
Helmut R. Külz war der Sohn von Erna und Wilhelm Külz, dem späteren Reichsinnenminister und Oberbürgermeister von Dresden. Nach dem Besuch des Gymnasiums in Zittau studierte er Rechte und Staatswissenschaften an der Philipps-Universität Marburg, der damaligen Friedrich-Wilhelms-Universität in Berlin und zwei Semester an der Columbia University in New York. 1928 promovierte er zum Dr. jur. Anschließend war er bis 1934 als Rechtsanwalt in Windhuk (damals Südwestafrika, heute Namibia) tätig, bevor er sich als Anwalt am Kammergericht Berlin niederließ. Er übernahm insbesondere die Verteidigung von Opfern des Nationalsozialismus, so von Ernst Thälmann, was einen Verweis der Anwaltskammer und die Androhung des Ausschlusses aus der Rechtsanwaltschaft zur Folge hatte. Zwischen 1940 und 1945 war er zur Wehrmacht eingezogen. Sein Kriegseinsatz an der Westfront endete in amerikanischer Kriegsgefangenschaft, aus der er 1946 entlassen wurde. Sein Weg führte ihn über Berlin nach Thüringen in die Sowjetische Besatzungszone (SBZ).

### Sowjetzone (1946–1948)
Wie sein Vater, der der Partei zwischen 1945 und 1948 vorgesessen hat, wurde er Mitglied der Liberal-Demokratischen Partei Deutschlands (LDPD). Von Dezember 1946 an war Külz Landesdirektor und Justizminister des Landes Thüringen im Kabinett Paul. Im folgenden Kabinett Eggerath kam es ab November 1947 zu diversen Konflikten, so mit seinem Stellvertreter Karl Schultes (SED), dem Landtagsfraktionsvorsitzenden Richard Eyermann (SED) und der sowjetischen Besatzungsmacht, u. a. da Külz Verfechter des rechtsstaatlichen Gewaltenteilungsprinzips war. Am 9. April 1948 trat er von seinem Amt zurück und floh im Juni in die Westzone.

### Westzonen/Bundesrepublik (1948–1953)
Im Westen wurde er sogleich Ministerialdirektor, leitete von 1948 bis 1950 die Zentralleitung der Wirtschaftsverwaltung der Bizone in Frankfurt am Main. Dort war er ab Januar 1949 heftiger Kritik durch Konrad Adenauer (CDU) ausgesetzt, da dieser auf dem „personalpolitischen Schlüsselposten weit lieber einen CDU-nahen Beamten gesehen hätte“. Im Herbst 1949 trat Külz aus der LDPD aus und sympathisierte offen mit der SPD, was den Konflikt mit Adenauer noch verstärkte.
1949 begründete Külz den Königsteiner Kreis mit, eine Vereinigung von aus der SBZ und DDR geflüchteten Juristen und Volkswirten, und wurde geschäftsführendes Vorstandsmitglied.
1951 wurde Külz zwar in das Bundeswirtschaftsministerium (BMWi) übernommen, jedoch sogleich in den Wartestand versetzt. Anfang 1951 trat Külz der SPD bei.

### Berlin (1953–1985)
Nach der Errichtung des Bundesverwaltungsgerichts in West-Berlin wurde Külz am 13. März 1953 durch den Richterwahlausschuss des Bundestages zum Senatspräsidenten gewählt. Von 1970 bis zu seiner Pensionierung im Jahr 1971 war er Vizepräsident des Bundesverwaltungsgerichts.

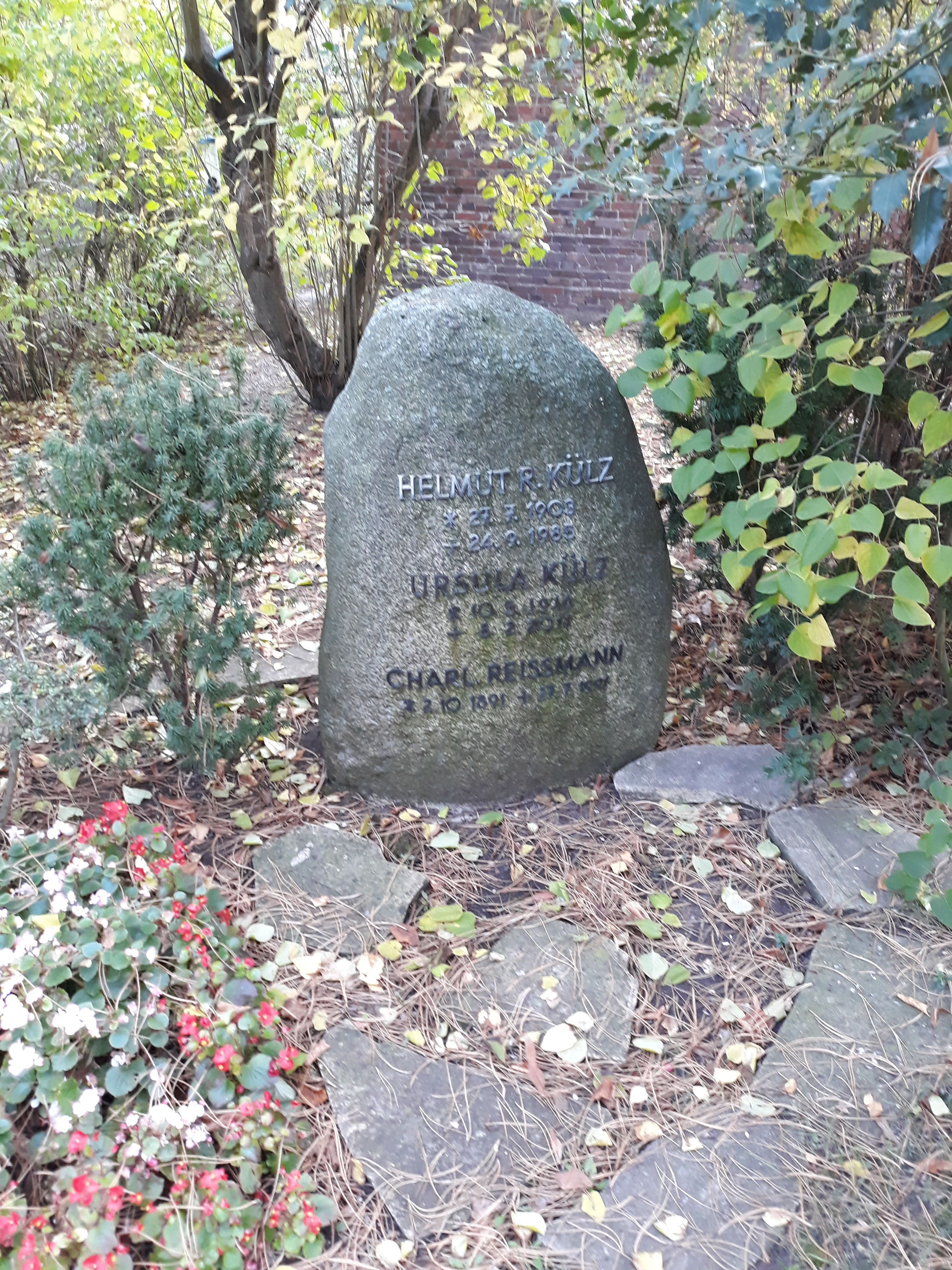
Grab von Helmut R. Külz, seiner Ehefrau Ursula und seiner Schwägerin Charlotte Reißmann auf dem Friedhof Wilmersdorf in Berlin

Külz folgte auf Carl Haensel als Vorsitzender der Gerhart-Hauptmann-Gesellschaft, blieb dies bis zu seiner Pensionierung 1971.  Er war 1. Vizepräsident der Deutsch-Britischen Juristenvereinigung, Vizepräsident der Gesellschaft der Freunde Afrikas sowie Mitglied verschiedener anderer Gremien. 1968 wurde er Honorarprofessor für Verwaltungsprozessrecht an der Universität Gießen. Im selben Jahr wurde Külz das Große Bundesverdienstkreuz mit Stern verliehen.
Külz war mit Ursula, geborene Reißmann, verheiratet und hatte fünf Kinder. Seine letzte Ruhestätte fand Külz auf dem Friedhof Wilmersdorf, auf dem auch seine Eltern bestattet wurden. Sein Nachlass liegt heute im Bundesarchiv in Koblenz.

## Veröffentlichungen
(Auswahl)
- Hrsg. zusammen mit Richard Naumann: Staatsbürger und Staatsgewalt. Verwaltungsrecht und Verwaltungsgerichtsbarkeit in Geschichte und Gegenwart. Jubiläumsschrift. Zum 100-jährigen Bestehen der deutschen Verwaltungsgerichtsbarkeit und zum 10-jährigen Bestehen des Bundesverwaltungsgerichtes. 2 Bände. Im Auftrag der Vereinigung der Präsidenten der Deutschen Verwaltungsgerichte, C. F. Müller, Karlsruhe 1963.
- Objekt Deutschland. Die Wiedervereinigung im Auf und Ab der Verhandlungen. In: Die Zeit, Nr. 19/1966, 6. Mai 1966 (online).
- Potsdam kein Ausweg. In: Theo Sommer (Hrsg.): Denken an Deutschland. Zum Problem der Wiedervereinigung. Nannen Verlag, Hamburg 1966, S. 44 ff.
- Das Schlagwort von den „Vorleistungen“. Ein Diskussionsbeitrag zur deutschen Ostpolitik. In: Die Zeit, Nr. 25/1967, 23. Juni 1967 (online).
- Verwaltungskontrolle unter dem Nationalsozialismus. In: Kritische Justiz, 2. Jg., 1969, S. 367–378 (PDF; 1,3 MB).